# Wikimanía
Wikimania es la conferencia anual del movimiento Wikimedia, organizada por voluntarios y patrocinada por la Fundación Wikimedia. Los temas de las presentaciones y discusiones incluyen proyectos de Wikimedia como Wikipedia, otras wikis, software de código abierto, conocimiento libre y contenido libre, y aspectos sociales y técnicos relacionados con estos temas.
Desde 2011, en Wikimanía se anuncia el premio al Wikimedista del año.

## Historia

### Wikimanía 2005 (Fráncfort, Alemania)

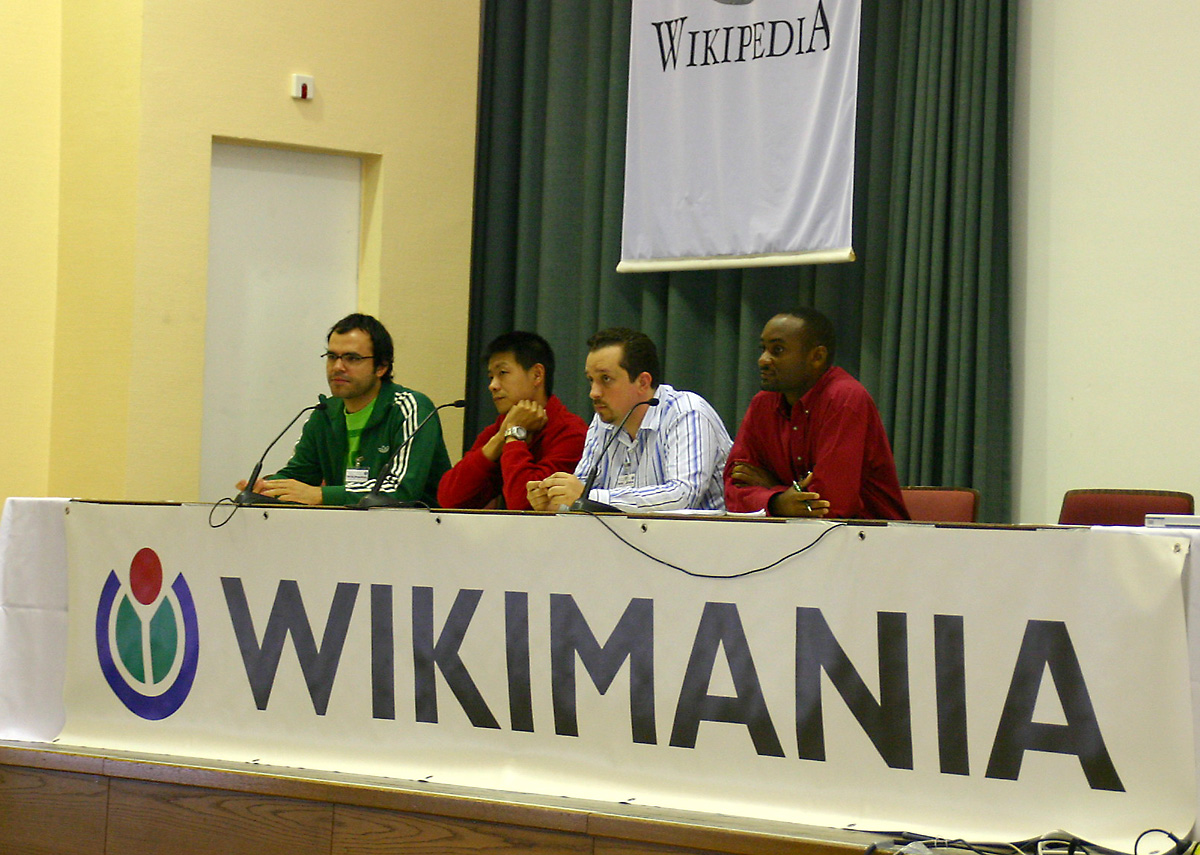
Wikimanía en 2005.

La primera conferencia Wikimanía se celebró en Haus der Jugend (Fráncfort, Alemania), del 4 al 8 de agosto de 2005.
Los cuatro días anteriores (del 1 al 4 de agosto de 2005) se celebraron los Hacking Days, donde alrededor de 25 desarrolladores de software se dedicaron a debatir diferentes aspectos técnicos sobre MediaWiki y la puesta en marcha de proyectos Wikimedia.
Durante el fin de semana se celebraron conferencias durante todo el día. Entre los ponentes más destacados se incluían a Jimmy Wales, Ross Mayfield, Ward Cunningham y Richard Stallman (cuya conferencia fue "Copyright y comunidad en la época de las redes de ordenadores"). La mayoría de las sesiones se celebraron en inglés, aunque algunas se realizaron en alemán.
El evento fue patrocinado entre otros por Answers.com, SocialText, Sun Microsystems, DocCheck y Logos Group.

### Wikimanía 2006 (Massachusetts, Estados Unidos)

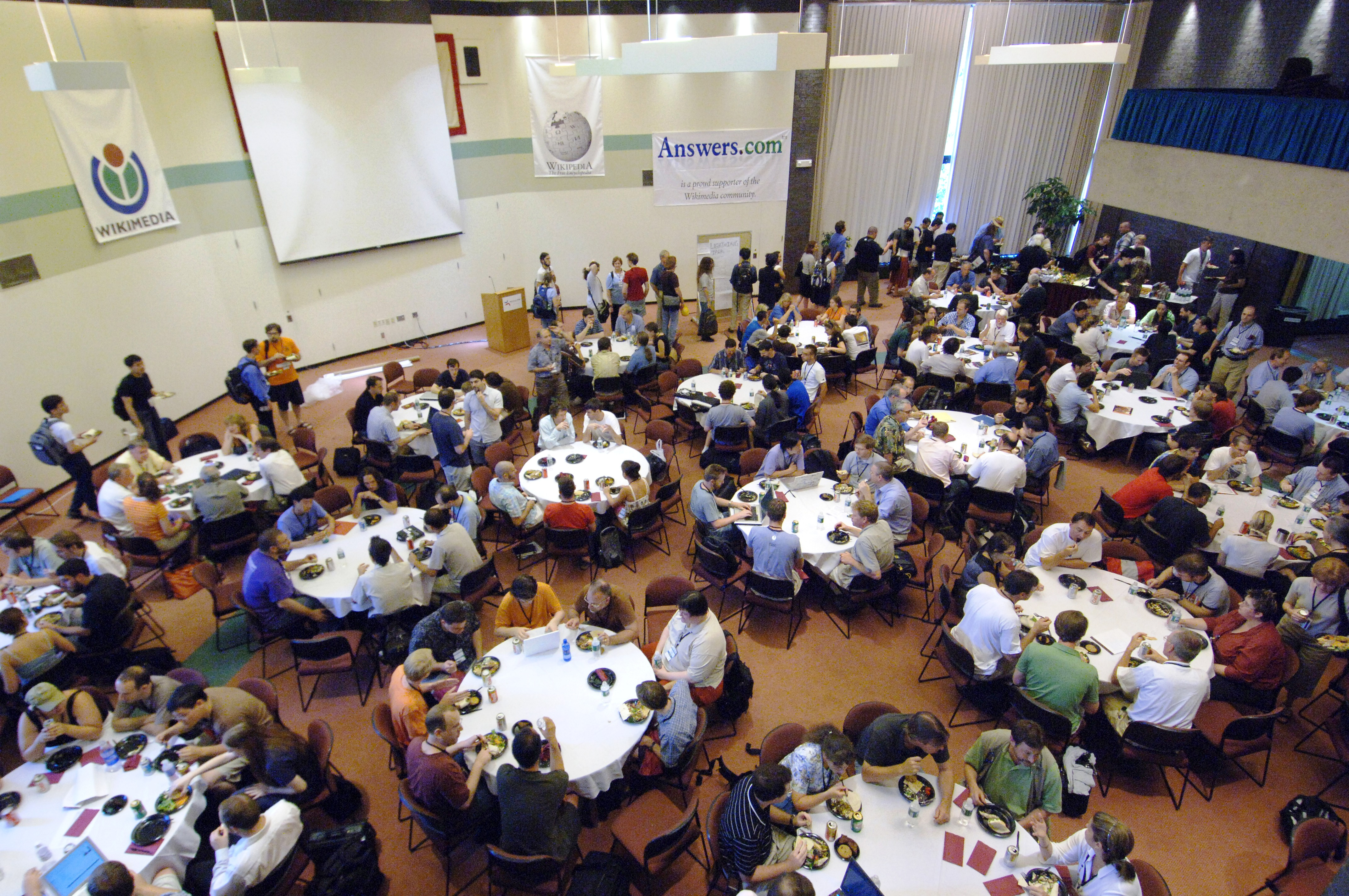
Wikimanía en 2006.

La segunda Wikimanía se celebró en el Centro Berkman de Internet y Sociedad de la Escuela de Derecho de Harvard (Harvard Law School's Berkman Center for Internet & Society) en Cambridge, Massachusetts (Estados Unidos), del 4 al 6 de agosto de 2006. Asistieron entre 400 y 500 participantes.
Entre los ponentes se hallaban Jimmy Wales, Lawrence Lessig, Brewster Kahle, Yochai Benkler, Mitch Kapor, Ward Cunningham y David Weinberger.
La conferencia de Jimmy Wales fue cubierta por Associated Press e impresa en numerosos periódicos por todo el mundo. Narró cómo fue evolucionando la Fundación Wikimedia desde sus orígenes hasta la estructura corporativa actual; el pulso entre calidad y cantidad; la futura inclusión de Wikipedia en los ordenadores distribuidos en el programa One Laptop per Child; la presentación del proyecto Wikiversidad, y que Wiki-WYG estaba en desarrollo gracias a la inversión privada de Wikia y Socialtext.
Answers.com fue el principal promotor de Wikimania 2006, además de Amazon.com, el Centro Berkman para Internet y Sociedad de la Facultad de Derecho de Harvard, Nokia, WikiHow (categoría Benefactores), Wetpaint, Ask.com, Yahoo!, Socialtext (categoría Amigos), IBM, FAQ Farm, Elevation Partners, One Laptop per Child y la fundación Sunlight (categoría Soporte).
Otros tres equipos solicitaron acoger al evento en las ciudades de Londres, Milán, Boston y Toronto, pero solo Toronto y Boston superaron la primera ronda de selección.

### Wikimanía 2007 (Taipéi, Taiwán)

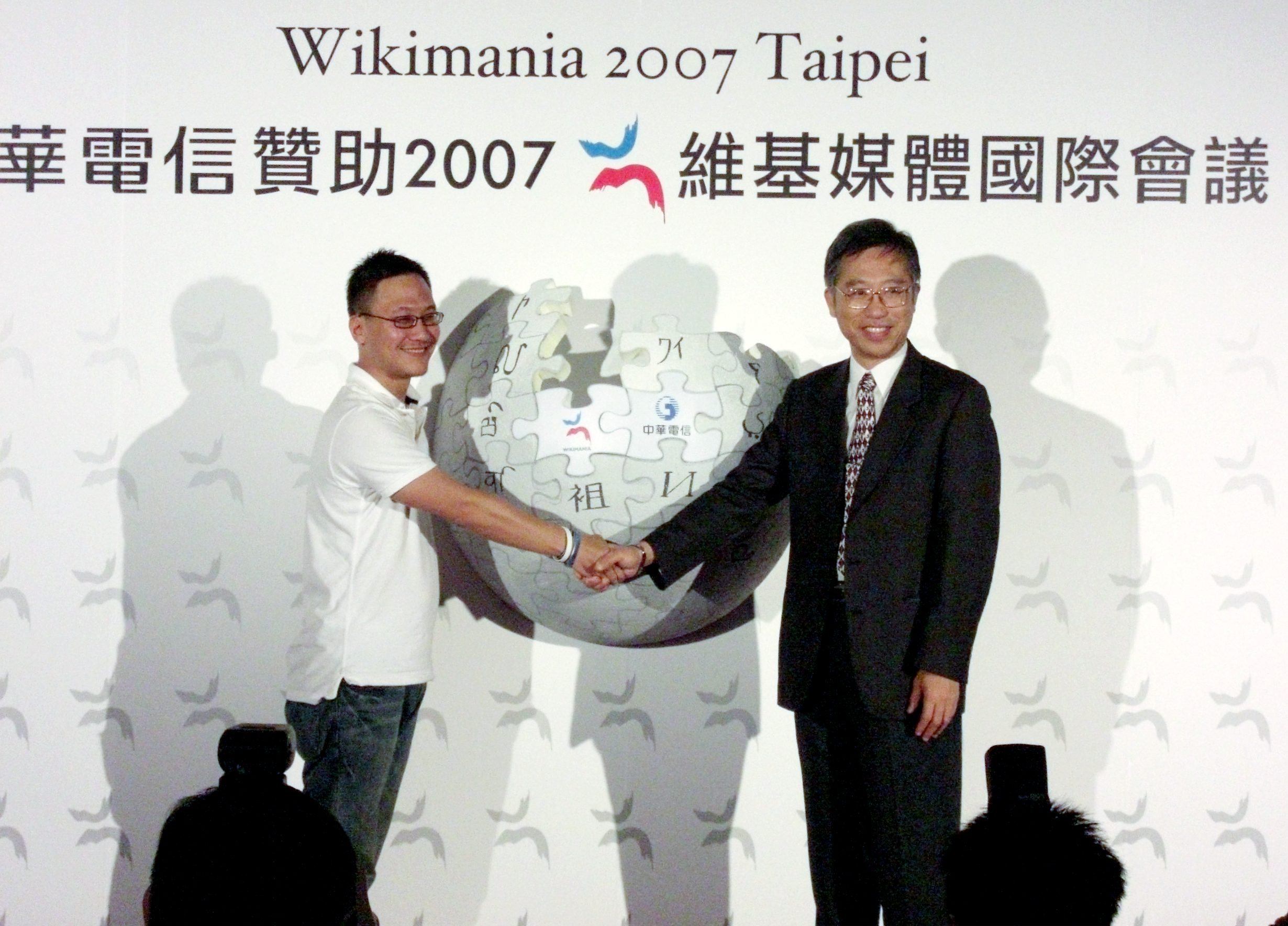
Wikimanía en 2007.

Como se anunció el 25 de septiembre de 2006, Wikimanía 2007 tuvo lugar en Taipéi, Taiwán, del 3 al 5 de agosto de 2007.
Otros tres equipos presentaron sus candidaturas para alojar la celebración en las ciudades de Londres, Alejandría y Turín. Las candidaturas de Hong Kong, Singapur, Estambul y Orlando no quedaron preseleccionadas. Otras candidaturas, las de Génova, Chicago y Las Vegas, nunca fueron oficiales.
A la conferencia asistieron 440 personas, poco más de la mitad de ellos taiwaneses.

### Wikimanía 2008 (Alejandría, Egipto)

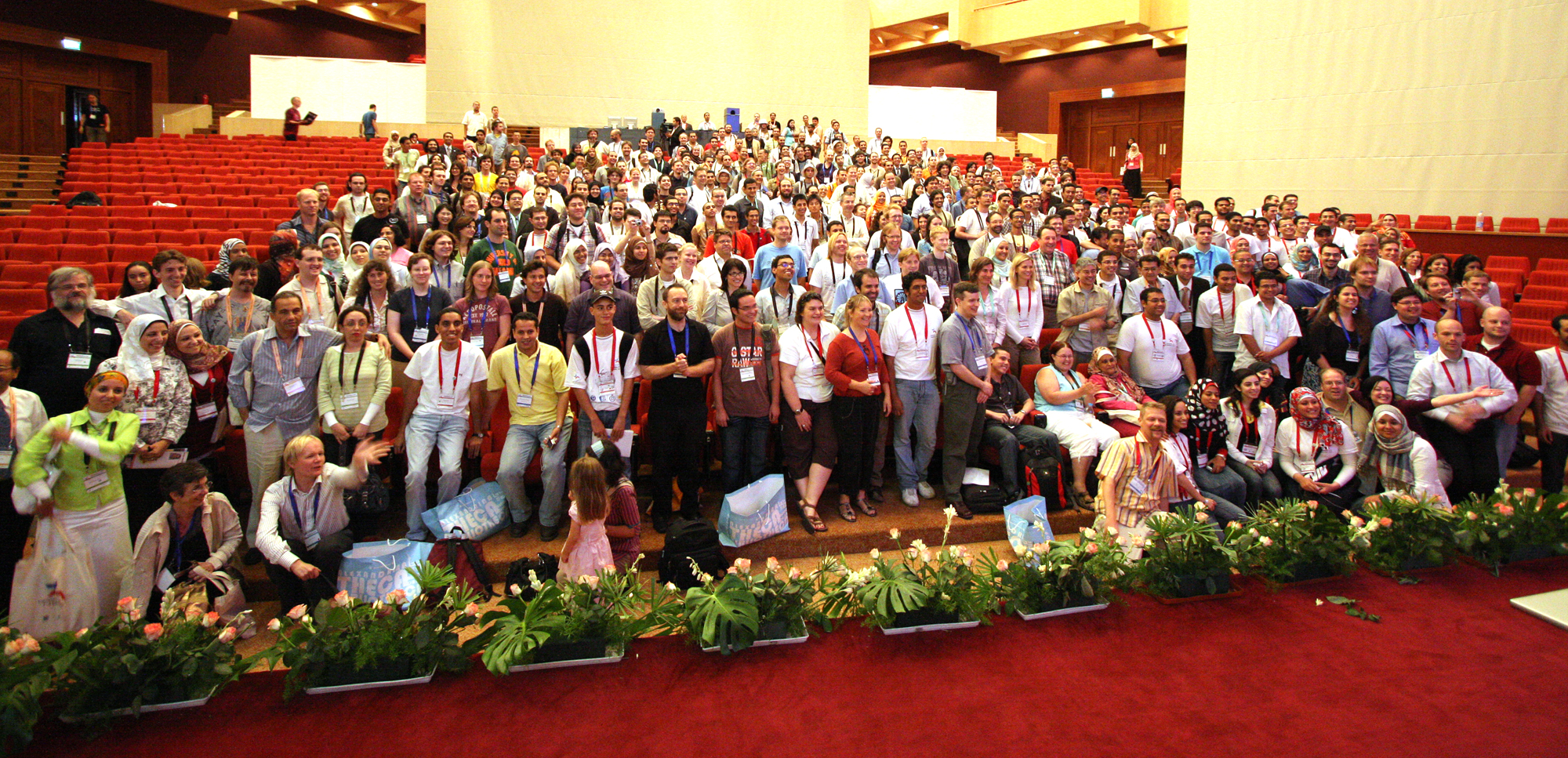
Foto grupal después de la ceremonia de clausura de 2008

Wikimania 2008, la cuarta conferencia de Wikimania, se celebró del 17 al 19 de julio de 2008 en la Bibliotheca Alexandrina en Alejandría, Egipto, con la asistencia de 650 personas de 45 países. Alejandría fue la ubicación de la antigua Biblioteca de Alejandría. Tres ciudades propuestas llegaron a la fase final: las otras dos eran Atlanta y Ciudad del Cabo. También se presentaron propuestas para Karlsruhe, Londres y Toronto, pero se retiraron posteriormente. Hubo una controversia sobre la conferencia e incluso un llamado a boicotear Wikimania 2008 debido a la supuesta censura y encarcelamiento de blogueros en Egipto durante la era de Mubarak. Mohamed Ibrahim, un graduado de la Universidad de Alejandría que trabajó para llevar la conferencia a Alejandría, dijo a la BBC: "Creo que tenemos el derecho de desarrollarnos y de ampliar la libertad de expresión a una escala mayor". Uno de sus objetivos era ayudar a crecer la Wikipedia en árabe, a la cual contribuye desde principios de 2005. Un ministro del gabinete egipcio habló en las ceremonias de apertura en nombre de Mubarak.

### Wikimanía 2009 (Buenos Aires, Argentina)

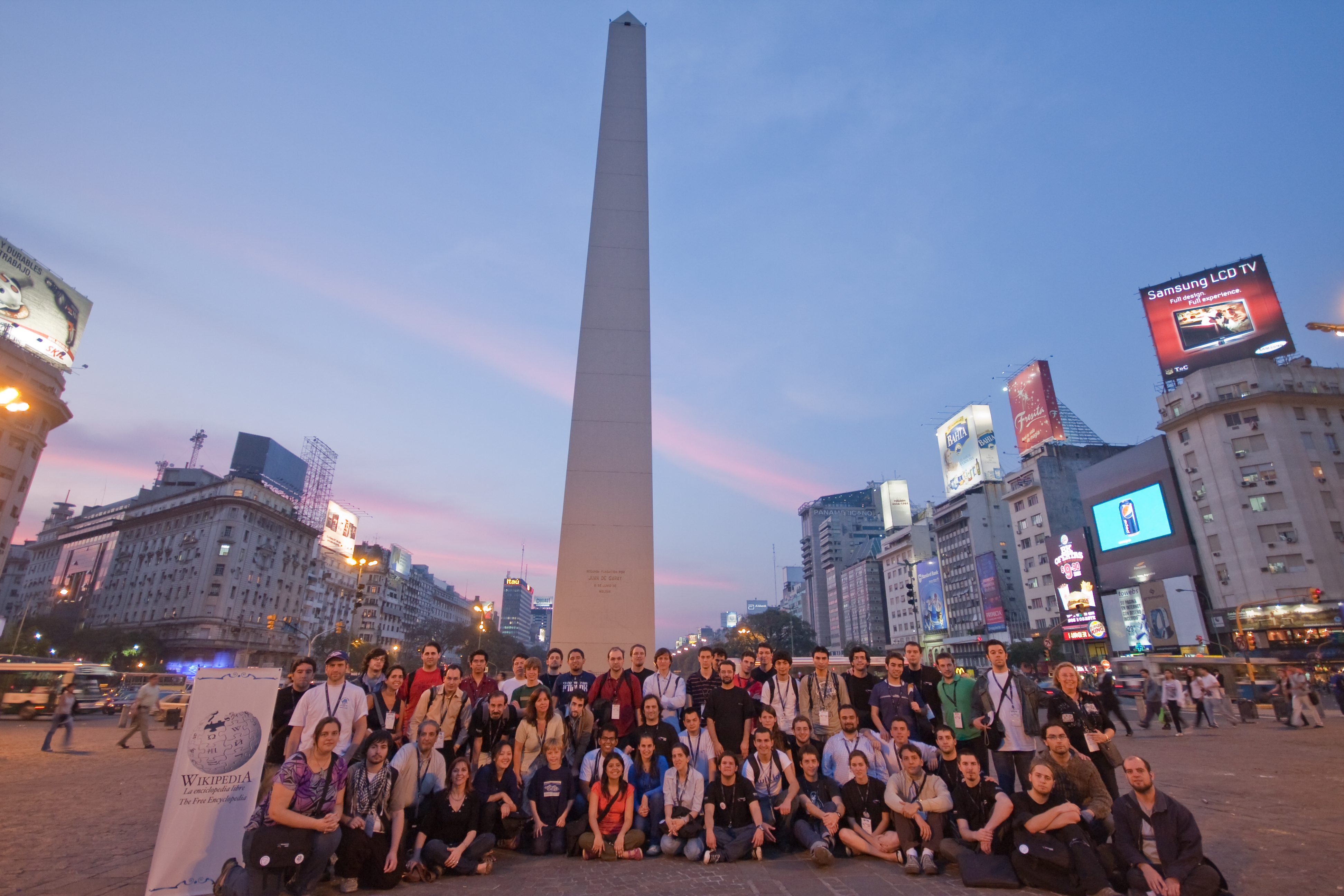
Foto grupal de Wikipedia en español en el Obelisco de Buenos Aires durante Wikimanía en 2009.

Wikimanía 2009 tuvo lugar en el Centro Cultural General San Martín, ubicado en la ciudad de Buenos Aires, Argentina. Se realizó entre los días 26 y 28 de agosto. La sede fue seleccionada en marzo de 2008, y quedaron también como finalistas las ciudades de Toronto (Canadá), Brisbane (Australia) y Karlsruhe (Alemania).
Fue la primera edición bilingüe con servicio de interpretación simultánea para las salas principales, y fue además la primera realizada en América Latina, con la consiguiente facilidad de acceso para las comunidades involucradas en proyectos Wikimedia de toda la región. Entre los principales disertantes se encontraban Richard Stallman y Jimbo Wales. La conferencia contó con el auspicio del grupo Telefónica, The Richard Lounsbery Foundation, Answers.com, Kaltura, Wikimedia Alemania, el gobierno de la Ciudad Autónoma de Buenos Aires, el Open Society Institute, wikiHow, Wikia y el Banco Credicoop.
La organización del evento estuvo a cargo de Wikimedia Argentina, que es el capítulo local argentino de la Fundación Wikimedia.

### Wikimanía 2010 (Gdańsk, Polonia)

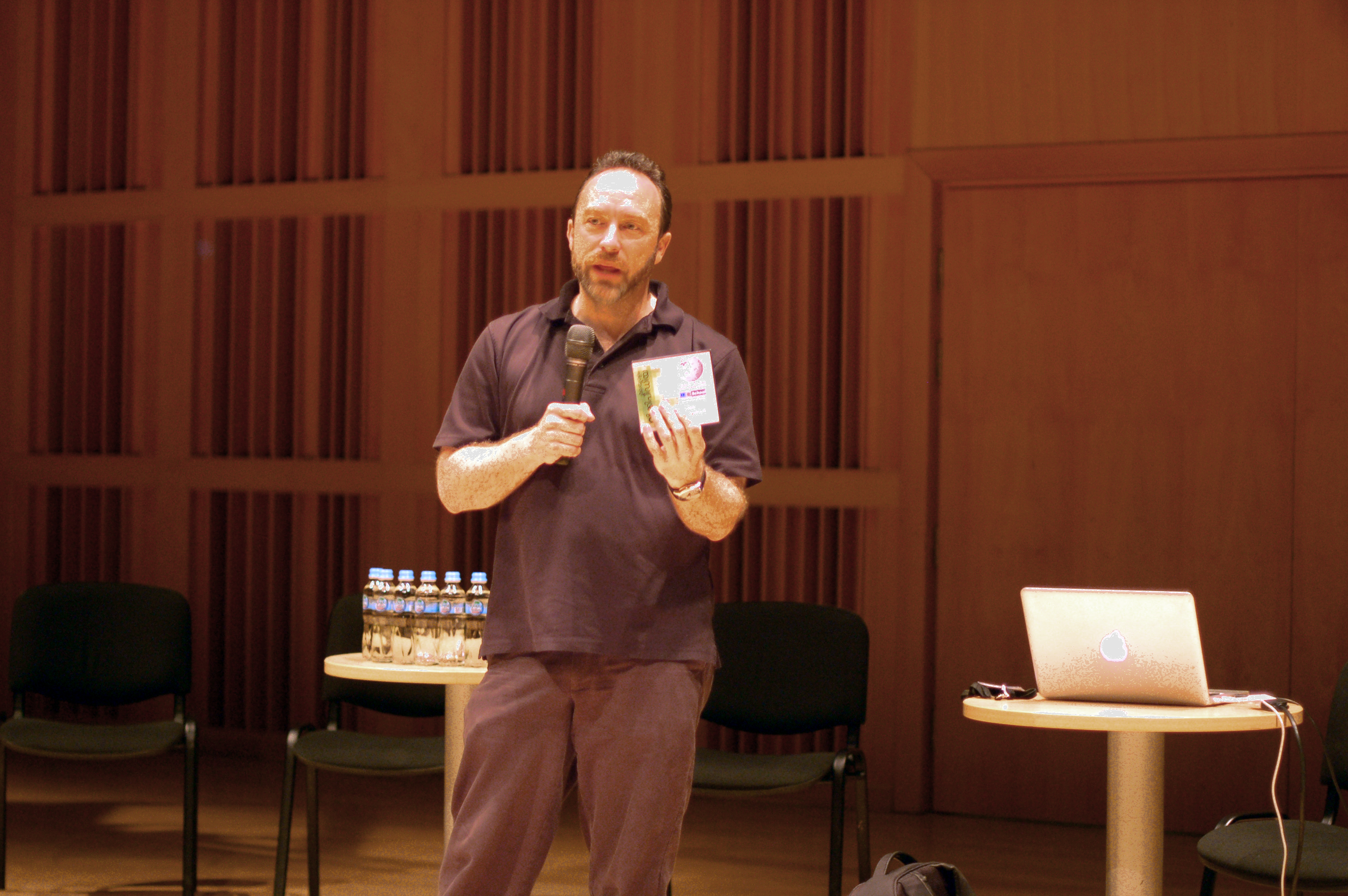
Jimmy Wales pronuncia el discurso principal en Gdańsk durante Wikimania 2010.

La sexta conferencia de Wikimania se celebró del 9 al 11 de julio en la Filarmónica Báltica Polaca en Gdańsk, Polonia. El día de inicio, el 9 de julio, coincidió con el final de la conferencia académica WikiSym. Las candidaturas de Ámsterdam y Oxford fueron derrotadas por un pequeño margen. Wikimania 2010 fue la primera conferencia que incluyó un gran enfoque en los aspectos culturales de la nación anfitriona, destacando especialmente un concierto de una orquesta filarmónica en celebración del décimo aniversario de la muerte del compositor polaco contemporáneo más importante, Władysław Szpilman, y el estreno de la película Truth in Numbers?. En la conferencia, la directora ejecutiva de la WMF, Sue Gardner, declaró que la fundación tenía como objetivo aumentar el número de visitantes a los sitios de Wikimedia de 371 millones a 680 millones al mes en los próximos cinco años.

### Wikimanía 2011 (Haifa, Israel)

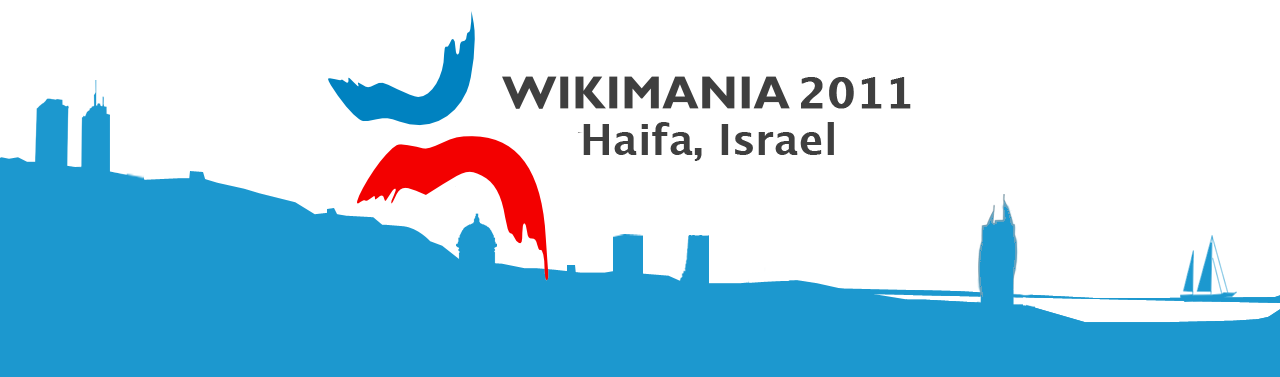
Logo oficial de Wikimania en 2011, Haifa, Israel.

Wikimanía 2011 se realizó entre los días 4 y 7 de agosto, en la ciudad de Haifa, Israel. La sede del evento fue el Auditorio de Haifa y el complejo del Centro Rappaport para la Cultura y las Artes, en el que este se encuentra, en el corazón del Monte Carmelo, Israel.

### Wikimanía 2012 (WashingtonD.C., Estados Unidos)

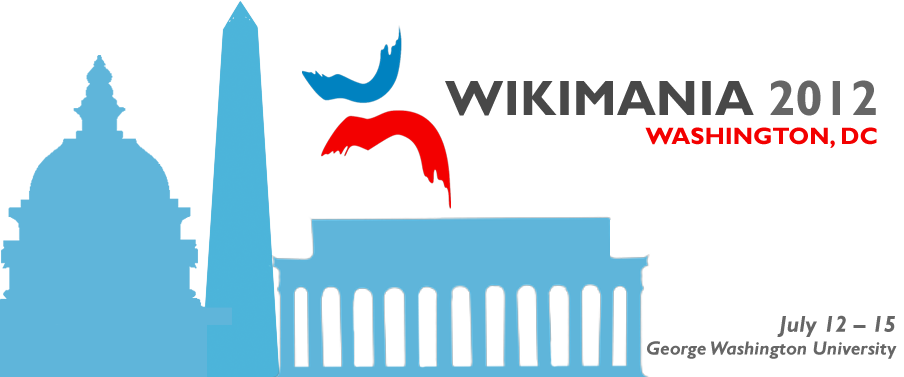
Logo oficial de Wikimania 2012, Washington D. C., Estados Unidos.

El 13 de abril de 2011 la Fundación Wikimedia anunció la elección de Washington D. C. como sede de la octava edición de Wikimanía, la cual se llevó a cabo del 12 al 15 de julio de 2012 en el centro de conferencias de la Universidad George Washington.

### Wikimanía 2013 (Hong Kong, Hong Kong)

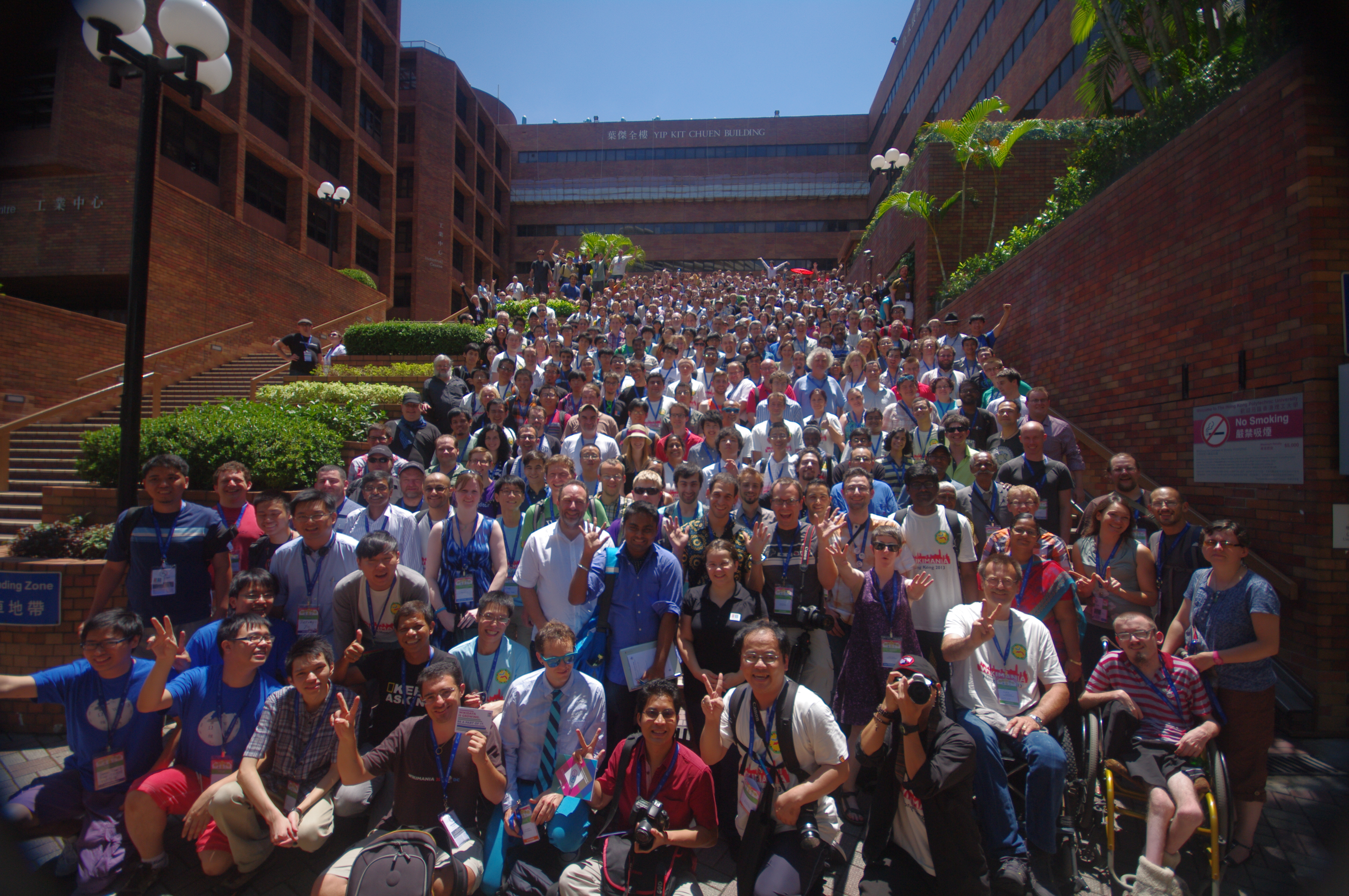
Foto grupal de Wikimanía en 2013.

La novena edición del encuentro se llevó a cabo del 7 al 11 de agosto de 2013 en las instalaciones de la Universidad Politécnica de Hong Kong, en Hong Kong.

### Wikimanía 2014 (Londres, Reino Unido)
La décima edición de Wikimanía se llevó a cabo entre el 8 y el 10 de agosto de 2014 en el Barbican Centre, Londres, Reino Unido.

### Wikimanía 2015 (Ciudad de México, México)

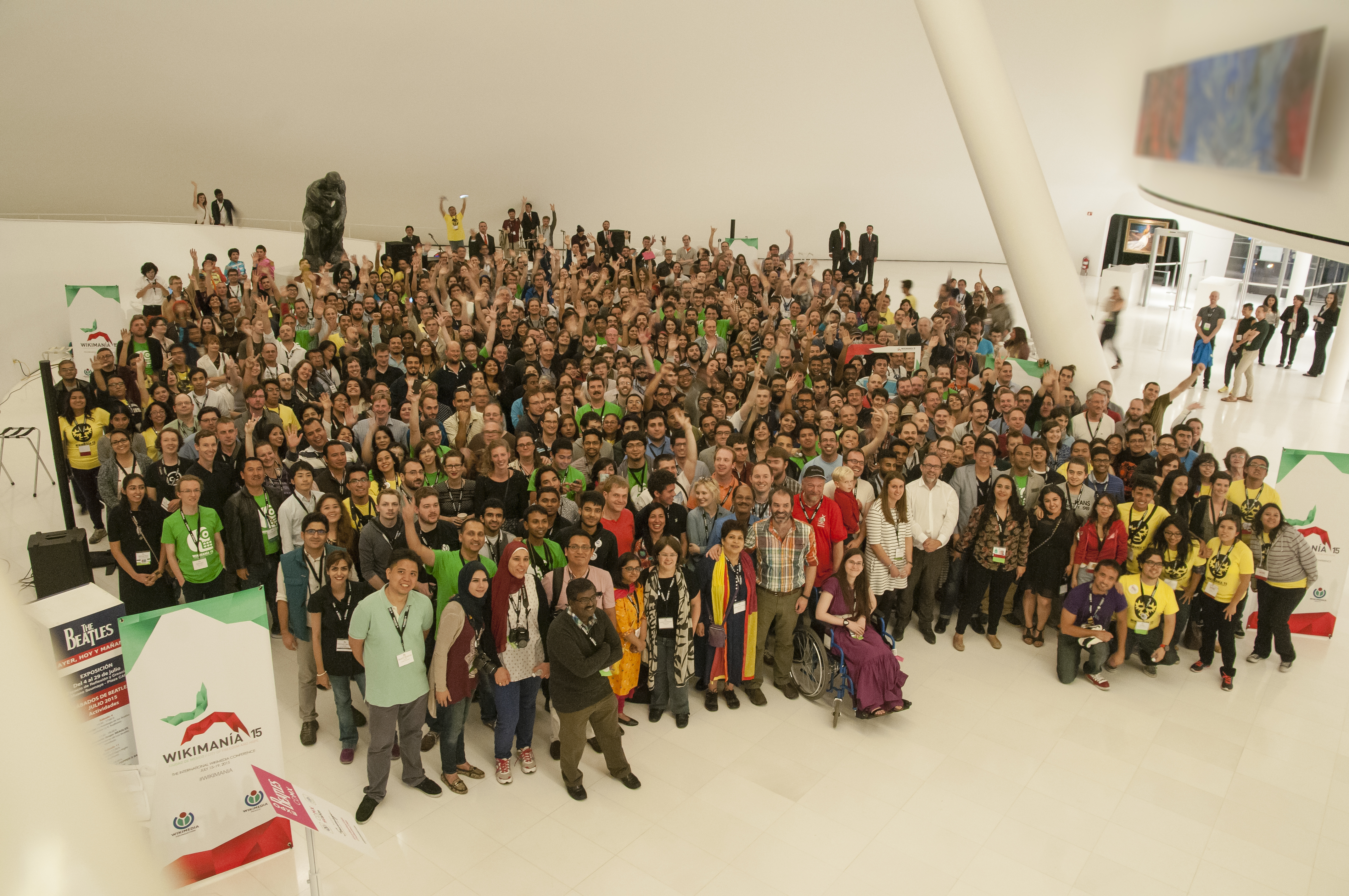
Asistentes a Wikimanía en 2015, en el Museo Soumaya.

La Ciudad de México fue elegida como sede para la undécima edición de este evento —las otras ciudades candidatas fueron: Arusha (Tanzania), Bali (Indonesia), Ciudad del Cabo (Sudáfrica), Dar es Salaam (Tanzania), Esino Lario (Italia) y Monastir (Túnez)—.
El evento se llevó a cabo del 15 al 19 de julio de 2015.. La sede principal fue el hotel Hilton Reforma de la Ciudad de México. El evento abrió con un hackathon de desarrolladores de la Fundación Wikimedia, voluntarios del movimiento Wikimedia y estudiantes mexicanos, entre otros asistentes. En las conferencias principales participaron Jimmy Wales, Luis Von Ahn, Lila Tretikov, Carlos Alberto Scolari, Néstor García Canclini, Edward N. Zalta, Anita Chan, Ernesto Priani, Paz Peña, Domenico Fiormonte, Renata Ávila, César Rendueles y Katitza Rodríguez.
La entidad organizadora fue Wikimedia México, que es el capítulo local mexicano de la Fundación Wikimedia.

### Wikimanía 2016 (Esino Lario, Italia)
Wikimania 2016, la duodécima conferencia de Wikimania, tuvo lugar del 24 al 26 de junio de 2016, con eventos periféricos del 21 al 28 de junio, en el pueblo montañoso de Esino Lario, Italia. Esino Lario había postulado sin éxito para albergar Wikimania 2015. La otra ciudad candidata para albergar el evento en 2016 fue Manila, Filipinas. Este lugar fue el primero que no era una gran ciudad, y las sesiones plenarias se llevaron a cabo al aire libre. Durante el evento, se anunció que la directora ejecutiva interina de la Fundación Wikimedia, Katherine Maher, fue nombrada permanentemente en el cargo.

### 2017 (Montreal, Quebec, Canadá)

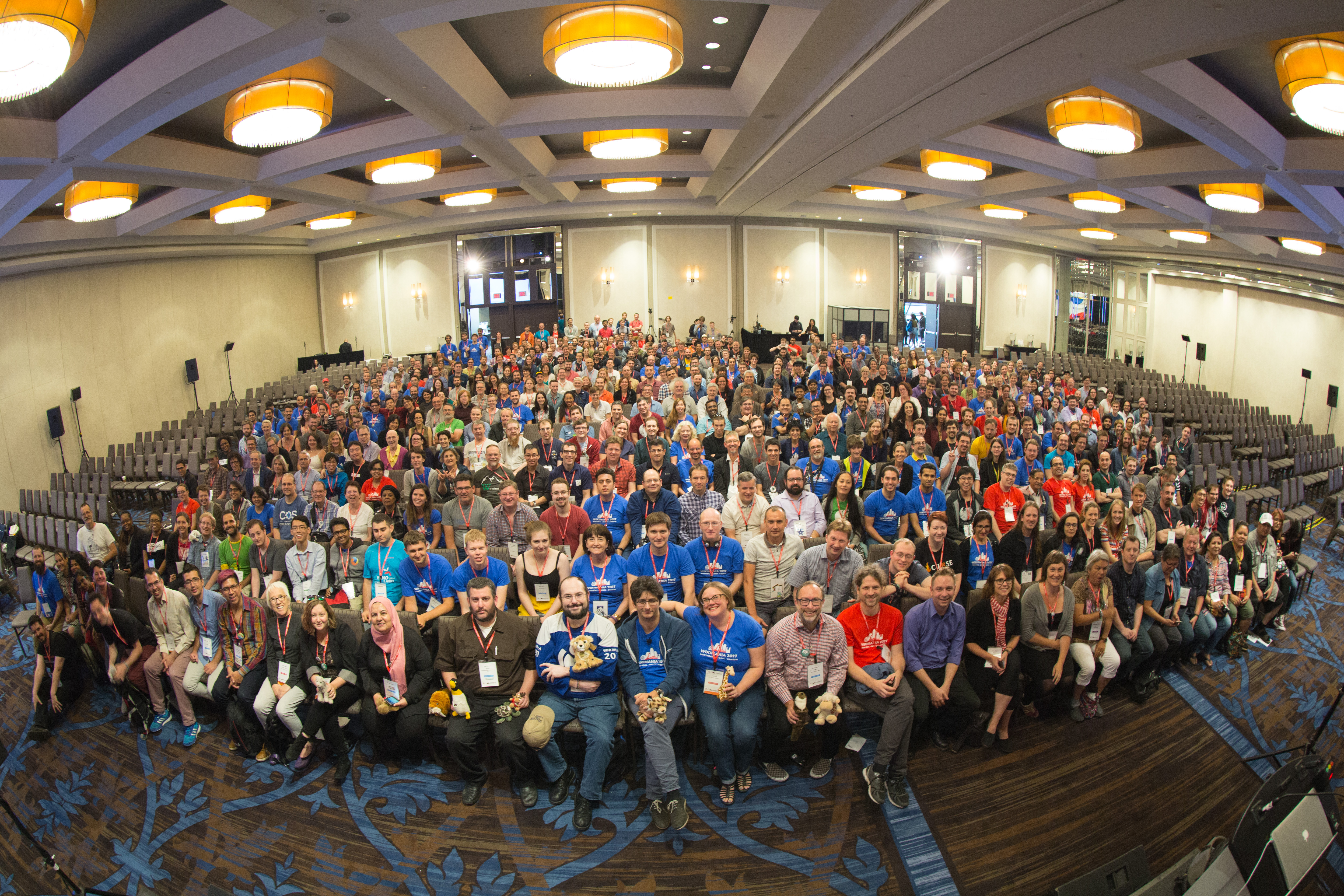
Asistentes de Wikimania 2017

Wikimania 2017, la decimotercera conferencia de Wikimania, se celebró en el Le Centre Sheraton Hotel en Montreal, Quebec, Canadá, del 9 al 13 de agosto de 2017. El evento se celebró en Canadá durante su aniversario sesquicentenario y en Montreal durante su 375 aniversario. Los primeros dos días incluyeron la WikiConference North America.
Wikimanía 2017 se realizó en el Centre Sheraton Hotel de la ciudad de Montreal, en Quebec, Canadá, del 11 al 13 de agosto. En las conferencias principales destacaron Susan Herman, Gabriella Coleman, Evan Prodromou, Esra'a Al-Shafei, Alexandra Elbakyan, Katherine Maher, Cristophe Henner y Jimmy Wales.
La entidad organizadora fue Wikimedia Canadá, capítulo local de la Fundación Wikimedia.

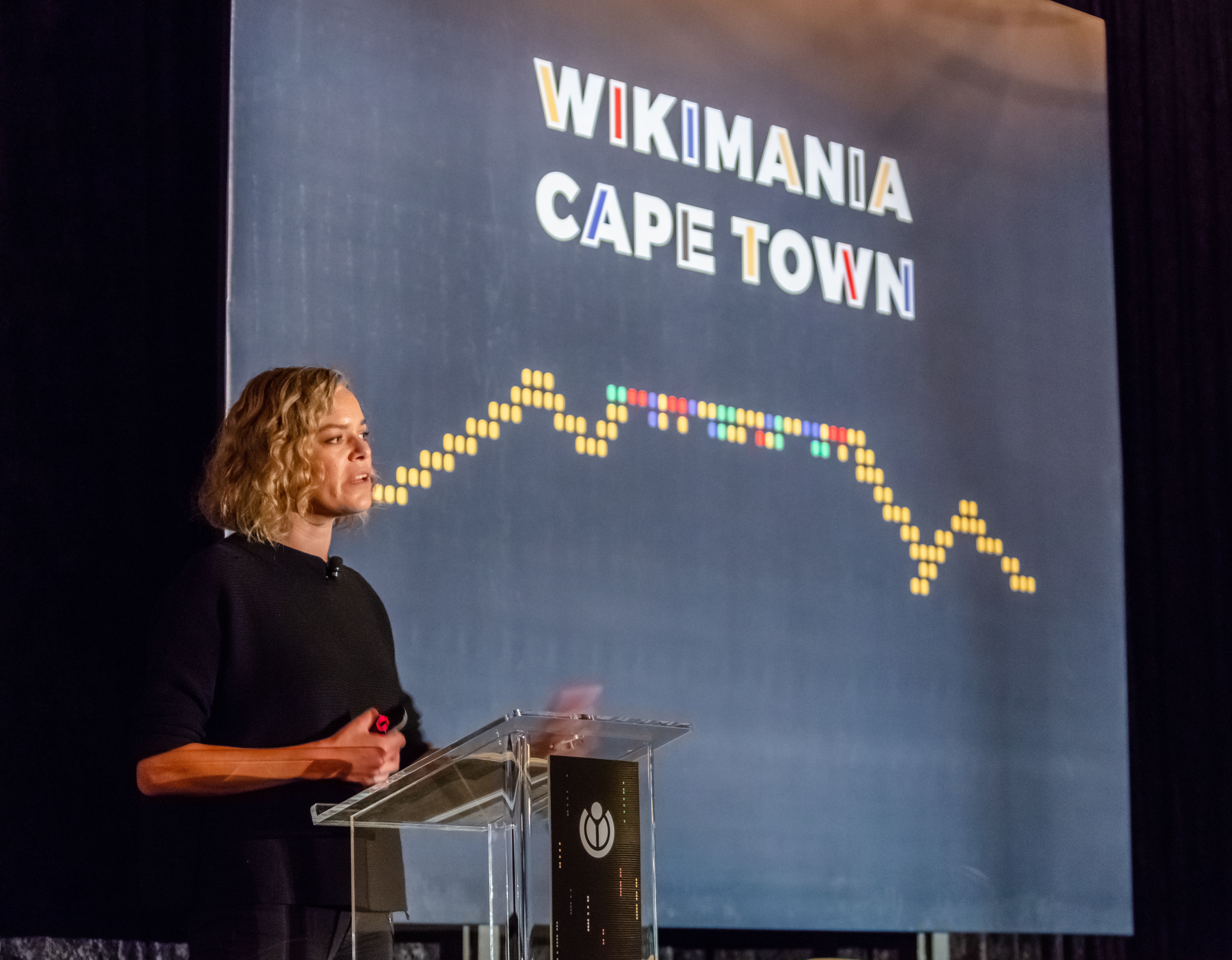
Katherine Maher en Wikimania 2018, Ciudad del Cabo, Sudáfrica.

### Wikimanía 2018 (Ciudad del Cabo, Sudáfrica)
Wikimanía 2018 tuvo lugar en el Hotel Southern Sun Cape Sun en Ciudad del Cabo, Sudáfrica, del 20 al 22 de julio de 2018. Las conferencias más destacadas estuvieron a cargo de Joy Buolamwini Joy Buolamwini, Martin Dittus, Sean Jacobs, Katherine Maher y Jimmy Wales.

### Wikimanía 2019 (Estocolmo, Suecia)
Wikimania 2019 tuvo lugar del 14 al 18 de agosto de 2019 en Suecia. Fue la decimoquinta conferencia de Wikimania, un evento de la comunidad internacional Wikimedia que se celebra anualmente desde 2005.
Fue precisamente a partir de este año que los organizadores empezaron a velar especialmente por la comodidad y seguridad de los participantes, y también a preocuparse por reducir los gastos de ponentes y asistentes. Entre otras cosas, la atención también se centrará en proponer alojamientos a precios razonables y cercanos a los lugares donde se desarrollan las exposiciones y mesas redondas de los eventos. Además, se tendrán en cuenta otros detalles, como por ejemplo, que las fechas elegidas deben abarcar 6 días, de martes a domingo, entre julio y agosto, y que la ciudad elegida debe estar cercana a un aeropuerto internacional. También conviene abordar otras cuestiones de diversa índole como, por ejemplo, contemplar la accesibilidad para minusválidos y personas mayores, tener en cuenta las necesidades de transporte local (público o contratado), contar con voluntarios para dar asistencia a los que no conocen la comarca que visitan, tener resuelta la limpieza de los espacios contratados, etc.

### 2020–2022 (virtual)

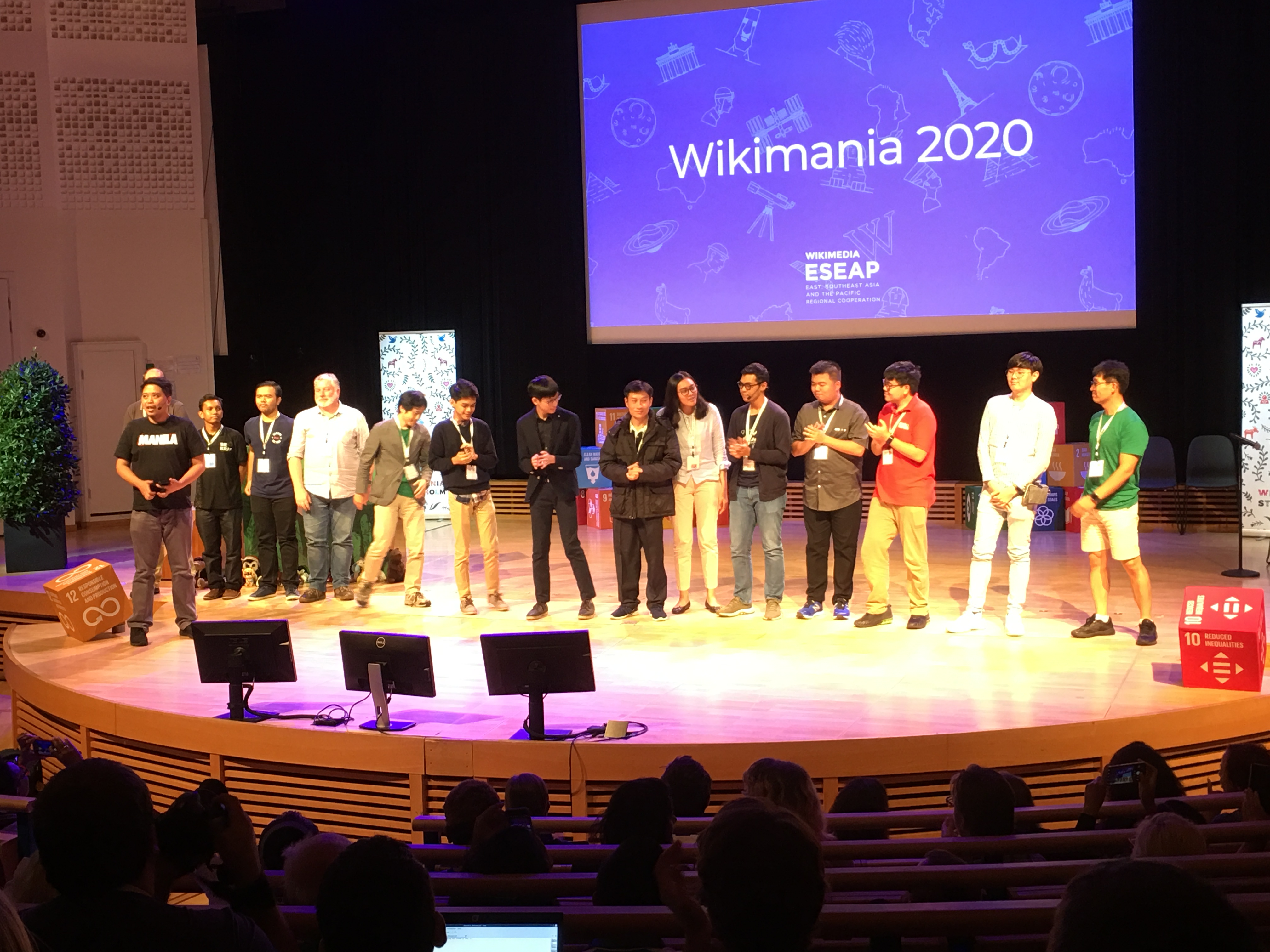
Presentación de la edición de 2020 en Wikimania 2019

La decimosexta conferencia de Wikimania estaba programada para celebrarse en Bangkok del 5 al 9 de agosto de 2020, coincidiendo con el 15.º aniversario del evento. En marzo de 2020, debido a la pandemia de COVID-19, Maher anunció un aplazamiento hasta 2021. El 28 de enero de 2021, la directora de operaciones de la WMF, Janeen Uzzell, anunció que Wikimania se convertiría en un evento virtual, ya que la pandemia en curso afectaba la planificación de un evento presencial. La edición de 2021 tuvo lugar entre el 13 y el 17 de agosto de 2021. El evento presencial programado habría sido organizado por Wikimedia ESEAP (Asia Oriental, Sudoriental y el Pacífico), siendo la primera vez que una colaboración regional lo acogía. Iba a ser la tercera vez que se celebrara en Asia y la primera en el Sudeste Asiático. Se decidió que se daría a ESEAP la oportunidad de albergar la próxima edición presencial de Wikimania.
Wikimania 2022 fue nuevamente un evento en línea, pero con el descenso de la pandemia, algunas ciudades organizaron eventos presenciales.

### 2023 (Singapur)

Foto grupal de Wikimania 2023

Wikimania 2023, la decimoctava edición, se celebró en el Suntec Singapore Convention and Exhibition Centre, en Singapur, y en línea del 16 al 19 de agosto de 2023. Fue el primer evento presencial desde 2019 y fue organizado por Wikimedia ESEAP. El tema de la conferencia fue "Diversidad. Colaboración. Futuro." Los usos y limitaciones de la IA generativa fueron discutidos ampliamente durante la conferencia. La participación de género en el movimiento Wikimedia también fue destacada en esta conferencia con la introducción de la Cumbre de WikiMujeres. Las actividades paralelas incluyeron una visita a la oficina regional de Google en Asia-Pacífico, los Jardines Botánicos de Singapur y la Biblioteca Nacional de Singapur. La celebración de clausura de la conferencia se llevó a cabo en el Domo de Flores, Gardens by the Bay.

### 2024 (Katowice, Polonia)

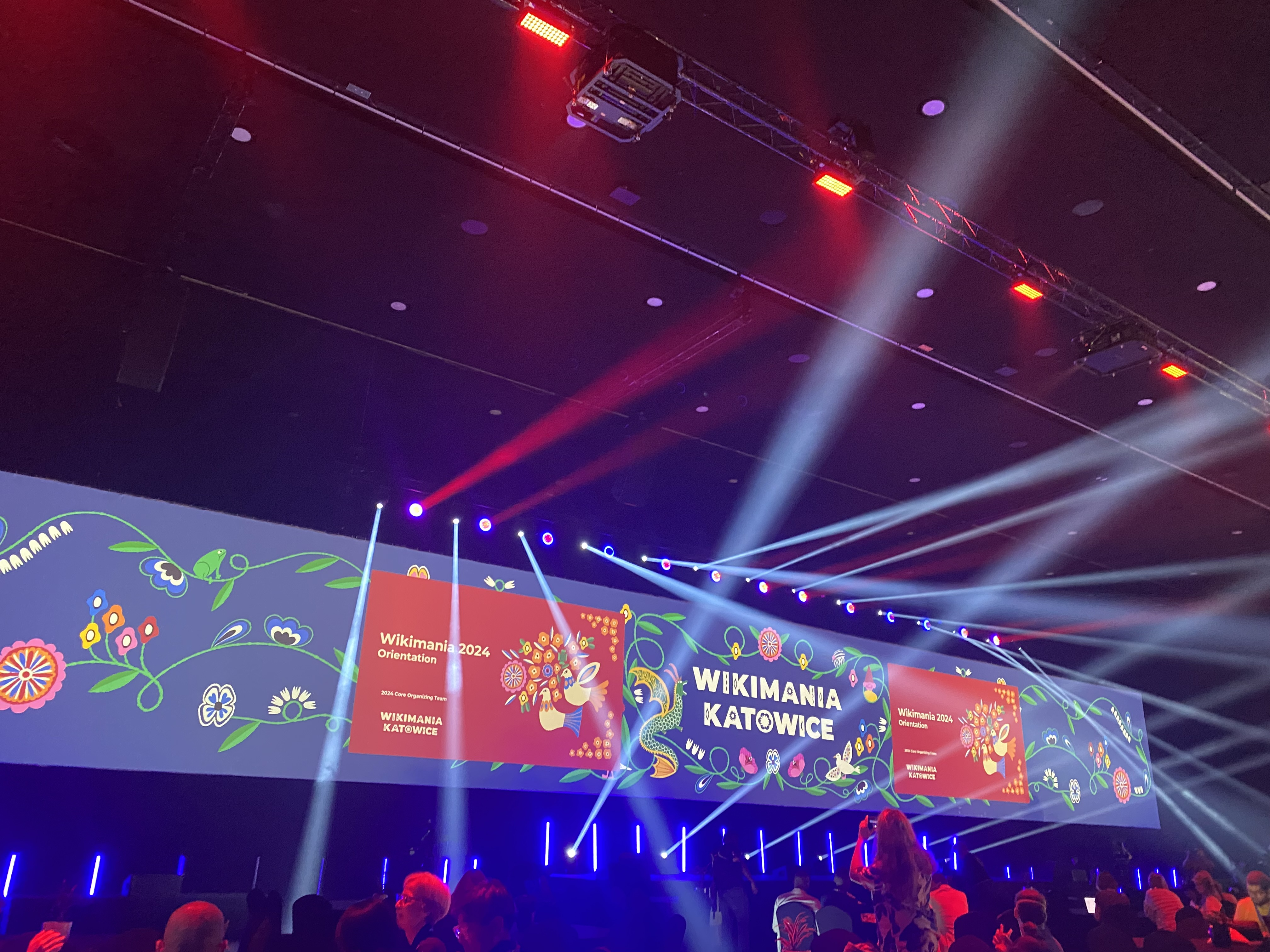
Sesión de orientación de Wikimania 2024

Wikimania 2024 se celebró del 7 al 10 de agosto en el Centro Internacional de Congresos de Katowice, Katowice, Polonia.

## Ediciones
| Logo                                                                    | Conferencia    | Fecha                     | Lugar                                    | Continente    | Asistencia                         | Archivo de presentaciones               |
| ----------------------------------------------------------------------- | -------------- | ------------------------- | ---------------------------------------- | ------------- | ---------------------------------- | --------------------------------------- |
| Logo of the Wikimania 2005 conference, held in Frankfurt, Germany       | Wikimanía 2005 | 5 – 7 de agosto de 2005   | Fráncfort, Alemania                      | Europa        | 380                                | transparencias, videos                  |
| Logo of the Wikimania 2006 conference, held in Cambridge, Massachusetts | Wikimanía 2006 | 4 – 6 de agosto de 2006   | Cambridge, Massachusetts, Estados Unidos | Norte América | 400                                | Presentaciones y ensayos, videos        |
| Logo of the Wikimania 2007 conference, held in Taipei, Taiwan           | Wikimanía 2007 | 3 – 5 de agosto de 2007   | Taipéi, Taiwán                           | Asia          | 440                                | Galería en Commons                      |
| Logo of the Wikimania 2008 conference, held in Alexandria, Egypt        | Wikimania 2008 | 17 – 19 de julio de 2008  | Alejandría, Egipto                       | África        | 650                                | resúmenes, transparencias,videos        |
| Logo of the Wikimania 2009 conference, held in Buenos Aires, Argentina  | Wikimania 2009 | 26 – 28 de agosto de 2009 | Buenos Aires, Argentina                  | Sud América   | 559                                | transparencias, videos                  |
| Logo of the Wikimania 2010 conference, held in Gdańsk, Poland           | Wikimania 2010 | 9 – 11 de julio de 2010   | Gdańsk, Polonia                          | Europa        | ±500                               | transparencias                          |
| Logo of the Wikimania 2011 conference, held in Haifa, Israel            | Wikimania 2011 | 4 – 7 de agosto de 2011   | Haifa, Israel                            | Asia          | 720                                | presentaciones, video                   |
| Logo of the Wikimania 2012 conference, held in Washington DC, US        | Wikimanía 2012 | 12 – 15 de julio de 2012  | Washington D. C., Estados Unidos         | Norte América | 1400                               | presentaciones                          |
| Logo of Wikimania 2013                                                  | Wikimania 2013 | 7 – 11 de agosto de 2013  | Hong Kong, China                         | Asia          | 700                                | presentaciones                          |
| The logo of Wikimania 2014                                              | Wikimania 2014 | 6 – 10 de agosto de 2014  | Londres, Reino Unido                     | Europa        | 1762                               | presentaciones                          |
| Logo of Wikimania 2015                                                  | Wikimanía 2015 | 15 - 19 de julio de 2015  | Ciudad de México, México                 | México        | 800                                | Vídeos, presentaciones, vídeos Commons. |
| Logo of Wikimania 2016                                                  | Wikimanía 2016 | 24 - 26 de junio de 2016  | Esino Lario, Italia                      | Italia        | 1200                               | Vídeos, presentaciones, vídeos Commons. |
| The logo of Wikimania 2017                                              | Wikimania 2017 | 9 - 13 de agosto de 2017  | Montreal, Quebec, Canadá                 | Norte América | 1000                               | Presentaciones, vídeo                   |
| Logo Wikimania Cape Town                                                | Wikimania 2018 | 18 - 22 de julio de 2018  | Ciudad del Cabo, Sudáfrica               | África        | 700                                | Presentaciones, vídeo                   |
| Logo Wikimania Cape Town                                                | Wikimania 2019 | 14 - 18 de agosto de 2019 | Estocolmo, Suecia                        | Europa        | 800                                | Presentaciones, vídeo                   |
| No hubo Wikimania debido a la Pandemia de COVID-19                      |                |                           |                                          |               |                                    |                                         |
| Logo Wikimania 2021                                                     | Wikimania 2021 | 13 - 17 de agosto de 2021 | Virtual                                  | Virtual       |                                    | Presentaciones, vídeo                   |
|                                                                         | Wikimania 2022 | 11 - 14 de agosto de 2022 | Virtual                                  | Virtual       |                                    | Presentaciones, vídeo                   |
|                                                                         | Wikimania 2023 | 16 - 19 de agosto de 2023 | Singapur                                 | Asia          | 761 en persona y 2105 virtualmente | Presentaciones, vídeo                   |
|                                                                         | Wikimania 2024 | 7 - 11 de agosto de 2024  | Katowice, Polonia                        | Europa        |                                    | Presentaciones, vídeo                   |
|                                                                         | Wikimania 2025 | 6 - 9 de agosto de 2025   | Nairobi, Kenia                           | África        |                                    |                                         |
|                                                                         | Wikimania 2026 |                           | Paris, Francia                           | Italia        |                                    |                                         |